# Augustina Glatzel
Augustina Glatzel OSB (* 15. November 1891 als Margarete Glatzel in Breslau, Provinz Schlesien; † 19. August 1963 in Bertholdstein, Steiermark) war Benediktinerin und 4. Äbtissin des Benediktinerinnenklosters St. Gabriel, das 1919 Prag verlassen musste und eine neue Heimstatt auf Schloss Bertholdstein bei Fehring in der Steiermark fand.

## Leben
Margarete Glatzel war eine preußische Professorentochter, ausgebildete Mittelschullehrerin und passionierte Sportlerin, die über die 1910 in Neisse gegründete Quickborn-Bewegung ihre klösterliche Berufung gefunden hatte. 1924 trat sie in St. Gabriel in Bertholdstein unter Äbtissin Benedikta zu Schwarzenberg ein und empfing den Ordensnamen Augustina. Ihre Mitschwestern beschrieben sie als diszipliniert und akkurat, aber auch als feinfühlig für Möglichkeiten und Bedürfnisse der einzelnen Mitschwestern und der Gemeinschaft insgesamt. Unter Äbtissin Fritsch war sie Novizenmeisterin und Priorin der Abtei. Als solche leitete sie in den letzten von der schweren Krankheit ihrer Vorgängerin gekennzeichneten Jahren bereits de facto das Kloster und wurde eine Woche nach dem Tod von Äbtissin Maria Rosa Fritsch am 20. Dezember 1954 unter dem Vorsitz von Abt Benedikt Reetz (Seckau) zur Äbtissin gewählt. Am 21. Januar 1955 wurde sie ebenfalls von Abt Reetz benediziert.
Die Amtszeit der Äbtissin Glatzel war von grundlegenden Veränderungen geprägt. Zunächst ging es um den schwierigen Wiederaufbau der in der Zeit des Nationalsozialismus weitgehend verwüsteten Abteigebäude. Die neue Äbtissin übernahm eine zahlenmäßig geringere und durch die beiden Weltkriege geschwächte Kommunität. Sie betonte die benediktinische Stabilitas, zumal die Suche nach einem passenderen Objekt die Gemeinschaft lange beschäftigte. Viele Konventualinnen wollten einen grundsätzlichen Neuanfang an einem geeigneteren Ort. Zu den begutachteten Objekten gehörten u. a. die steirischen Schlösser Johnsdorf, Freiberg, die säkularisierten Kärntner Klöster St. Georgen am Längsee, Viktring und Tanzenberg, aber auch die ehemaligen Kartauseen Gaming und Mauerbach. Schließlich setzte Äbtissin Glatzel mit sanfter Beharrlichkeit die Treue zum Standort in Bertholdstein durch.
Die wichtigste und einschneidendste Veränderung brachte das Dekret Perfectae Caritatis des Zweiten Vatikanischen Konzils mit sich. Von nun an war die strikte Trennung zwischen Chorfrauen und Laienschwestern aufgehoben. Die daraus resultierenden Widerstände auf beiden Seiten der Gemeinschaft waren für die Äbtissin eine große Herausforderung, die erst ihre Nachfolgerin Äbtissin Cäcilia Fischer mit viel Beharrlichkeit lösen konnte. Weitere grundsätzliche Veränderungen der traditionellen Formen des monastischen Lebens in der Folge des II. Vatikanums sollten folgen. Mitten in diesem Veränderungsprozess starb Äbtissin Glatzel am 19. August 1963 völlig unerwartet und wurde in der Abtei St. Gabriel begraben.